# Get in Where You Fit In
Albums de Too $hort
Shorty the Pimp
(1992) Greatest Hits, Vol. 1: The Player Years, 1983–1988
(1992)
Singles
1. I'm a Player
Sortie : 1993
2. Money in the Ghetto
Sortie : 1994

Get in Where You Fit In est le cinquième album studio de Too $hort, sorti le 26 octobre 1993.
L'album s'est classé 1er au Top R&B/Hip-Hop Albums et 4e au Billboard 200 et a été certifié disque de platine par la Recording Industry Association of America (RIAA) le 16 novembre 1994.

## Liste des titres
| No  | Titre                                                                 | Contient un (des) sample(s) de                                          | Durée |
| --- | --------------------------------------------------------------------- | ----------------------------------------------------------------------- | ----- |
| 1.  | Don't Fight the Intro                                                 | Don't Fight the Feeling de One Way                                      | 2:47  |
| 2.  | I'm a Player                                                          | Hollywood Squares du Bootsy's Rubber Band                               | 6:01  |
| 3.  | Just Another Day                                                      | Bounce, Rock, Skate, Roll de Vaughan Mason & Crew                       | 7:21  |
| 4.  | Gotta Get Some Lovin'                                                 | Love Spell du Fatback Band                                              | 5:47  |
| 5.  | Money in the Ghetto                                                   | Hollywood Swinging de Kool & The Gang                                   | 5:42  |
| 6.  | Blowjob Betty                                                         | Bam Bam de Sister Nancy Blowjob Betty (75 Girls) de Too $hort           | 5:26  |
| 7.  | All My Bitches Are Gone (featuring Ant Banks)                         | Shameless de Wilson Pickett                                             | 5:37  |
| 8.  | The Dangerous Crew (featuring Spice 1, Ant Banks, Mhisani et Pee Wee) | Freak of the Week de Funkadelic                                         | 4:30  |
| 9.  | Get in Where You Fit In (featuring Rappin' Ron et Ant Diddley Dog)    | La Di Da Di de Doug E. Fresh et Slick Rick The Big Gangster de Pooh-Man | 8:34  |
| 10. | Playboy $hort                                                         | Mug Push de Bootsy Collins                                              | 4:49  |
| 11. | Way Too Real (featuring Father Dom et Ant Banks)                      | Rap Like Me de Too $hort                                                | 5:42  |
| 12. | It's All Good (featuring Ronese Levias)                               |                                                                         | 6:02  |
| 13. | Oakland Style (featuring FM Blue)                                     | Heart of Stone de Silver Convention                                     | 4:47  |